# Micropterix renatae
Micropterix renatae is een vlinder uit de familie  van de oermotten (Micropterigidae). De wetenschappelijke naam van de soort is voor het eerst geldig gepubliceerd door M. E. Kurz, M. A. Kurz en Zeller-Lukashort in 1997.

## Verspreiding en leefgebied
De soort komt voor in Europa.